# 陳再福
陳再福（1952年12月27日—），中華民國陸軍中將、本省人，畢業於陸軍官校43期。曾任陸軍總司令部委員、陳水扁總統府侍衛長、副侍衛長、陸軍步兵33師長、陸軍摩托化步兵298旅首任旅長、陸軍金防部副參謀長、陸軍金防部後勤處長、陸軍步兵284師參謀長，於總統府侍衛長任內因319槍擊案而辭退。軍中口頭禪：「對於違法犯紀的人一律法辦，殺雞何止用牛刀，我連關刀都拿出來砍！」

## 生平
1998年7月，晉任新編成的陸軍摩托化步兵第298旅首任旅長（上校晉升少將）。
1999年921大地震，於陸軍八軍團摩托化步兵第298旅少將旅長任內，深夜3點從南部動員，前往中部災區埔里，向陸軍十軍團司令高華柱中將（後來的國防部長）報到，協助十軍團救災。
2002年2月16日，接任總統府少將副侍衛長。
2003年5月1日，接任總統府中將侍衛長，同時晉升中將。
2004年4月16日，因任內爆發319槍擊案，撤職調查，調任陸軍總部委員。
2005年，據報導，總統陳水扁有意護航他鹹魚翻身，接任陸軍八軍團司令，但因消息曝光引起輿論撻伐，最後作罷而被迫退伍。

## 言論

### 反對中共迫害法輪功
2014年3月，陳再福接受大紀元時報採訪，對於法輪功在中國受到迫害的情況，表達了他的想法：「（中共）為什麼要打壓（法輪功）呢？這個非常非常好啊！應該可以更發揚光大的！」

## 備註
1. ↑  同期包括李翔宙、吳斯懷、程士瑜、陸小榮、王春江等將領